# 普羅費滕湖

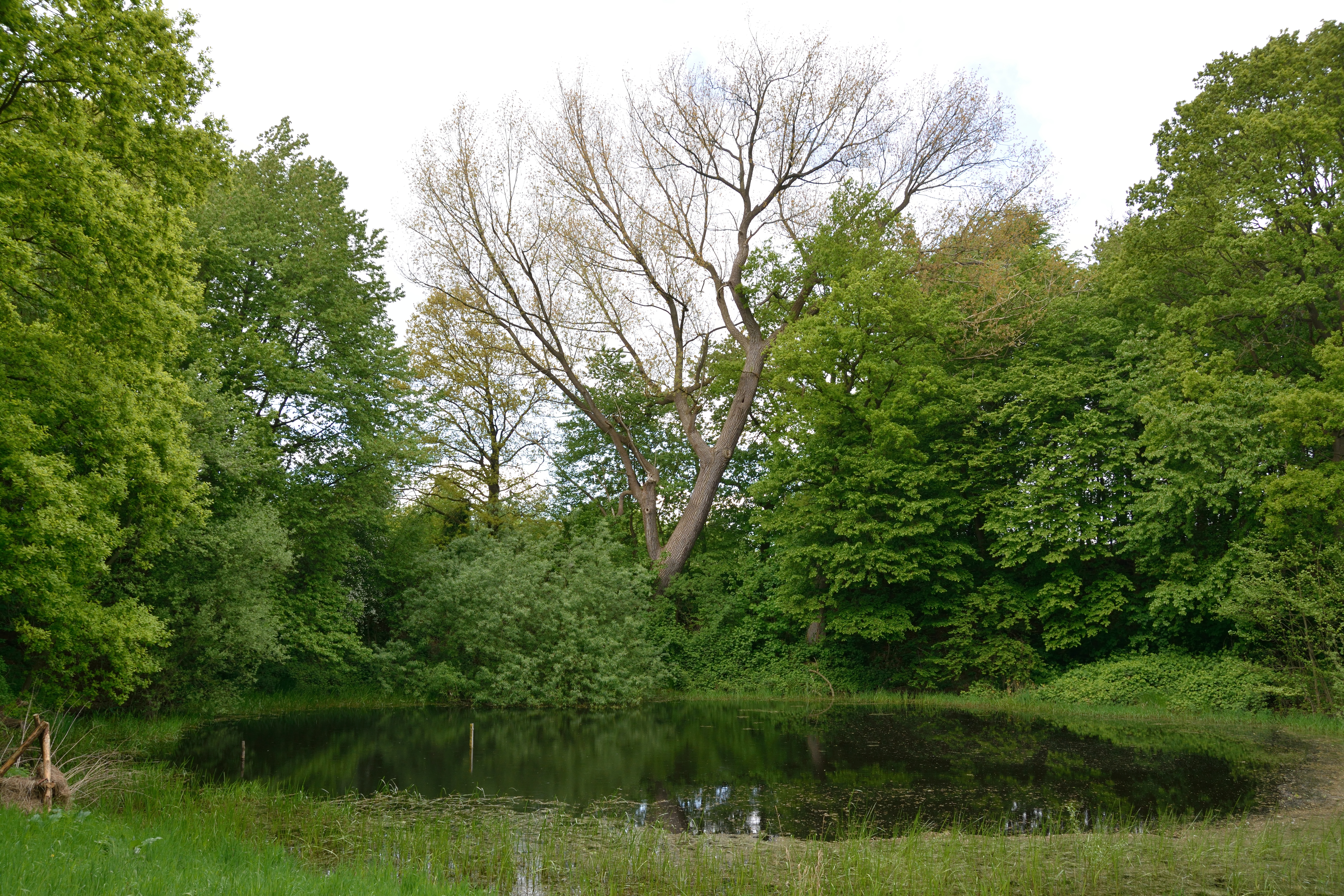

53°43′29″N 9°53′47″E / 53.7247°N 9.8964°E
普羅費滕湖（德語：Prophetensee），是德國的湖泊，位於該國北部石勒蘇益格-荷爾斯泰因州，由平訥貝格縣負責管轄，處於奎克博恩，最大水深2米，湖岸線長度0.1公里。